# Sant Martí (Sant Martí Sesgueioles)
Sant Martí és una església al nucli de Sant Martí Sesgueioles (Anoia) inclosa a l'Inventari del Patrimoni Arquitectònic de Catalunya. L'edifici fou començat pel rector Antoni Maimir l'any 1779 i fou fet a joves (és a dir, hi participa tot el poble, sense cobrar jornals). L'obra s'acabà l'any 1783 i fou beneïda el 23 de novembre d'aquell mateix any.
Edifici de planta rectangular fet tot ell de pedra. L'interior està dividit en tres naus, separades per columnes, de les quals la nau central és sobrealçada. A la façana de ponent hi ha el portal d'entrada, d'estil barroc, franquejat per dues columnes de capitell compost, coronades per un frontó trencat amb volutes i una fornícula central damunt la porta. Campanar d'espadanya a la façana posterior. La imatge de Sant Miquel ubicada a la façana exterior de l'edifici es tracta d'un retaule tallat en pedra representant la imatge de Sant Miquel lluitant amb el mostre. Aquest descansa sobre una petita plataforma suportada per un bust femení, tallats en la mateixa pedra. Aquest relleu formà part de l'antiga església de Sant Martí construïda el 1550.